# Кембриџ (Илиноис)
Кембриџ (енгл. Cambridge) град је у америчкој савезној држави Илиноис.

## Демографија
По попису из 2010. године број становника је 2.160, што је 20 (-0,9%) становника мање него 2000. године.
| Група             | 2000.         | 2010.         |
| Белци             | 2.130 (97,7%) | 2.049 (94,9%) |
| Афроамериканци    | 17 (0,8%)     | 35 (1,6%)     |
| Азијати           | 7 (0,3%)      | 13 (0,6%)     |
| Хиспаноамериканци | 10 (0,5%)     | 45 (2,1%)     |
| Укупно            | 2.180         | 2.160         |